# Eugípio
Eugípio (em latim: Eugyppius ou Eugippius) foi um discípulo e biógrafo de São Severino de Nórica. Depois da morte dele em 482, Eugípio levou os restos para Nápoles e fundou ali um mosteiro no local de uma antiga vila romana chamada Castelo Luculano, o mesmo local onde seria depois construído o famoso Castelo do Ovo. Migne, na Patrologia Latina, chama-o de "Eugípio Africano" (Eugyppius Africae).
Em 511, Eugípio escreveu para Pascásio e pediu-lhe, dada a sua grande habilidade literária, que escrevesse uma biografia de São Severino a partir dos relatos do santo que ele havia colecionado de forma bruta e não artística. Pascásio, porém, respondeu que os atos e os milagres de uma santo não poderiam ser descritos melhor do que já havia feito Eugípio.
Em Nápoles, Eugípio compilou uma antologia de mil páginas sobre as obras de Santo Agostinho e outros trabalhos acadêmicos de grande qualidade.